# Le Mesnil-Théribus
Pour les articles homonymes, voir Mesnil.
Le Mesnil-Théribus est une commune française située dans le département de l'Oise, en région Hauts-de-France.

## Géographie

### Localisation
Le Mesnil-Théribus est un village périurbain picard situé à vol d'oiseau à  16 km au sud-ouest de Beauvais, 13 km au nord-ouest de Méru, 29 km au nord de Pontoise, 8 km au nord-est de Chaumont-en-Vexin et à 15 km à l'est de Gisors.
Le sentier de grande randonnée GR 225 passe en limite nord-est du territoire communal.
La commune se trouve dans l'aire d'attraction de Paris, dans la zone d'emploi de Beauvais et dans le bassin de vie de Chaumont-en-Vexin.

### Communes limitrophes
Les communes limitrophes sont  Beaumont-les-Nonains, Jouy-sous-Thelle, Les Hauts-Talican et Montchevreuil.
| Jouy-sous-Thelle |                 | Beaumont-les-Nonains    |
|                  | Mesnil-Théribus |                         |
| Bachivillers     |                 | Fresneaux-Montchevreuil |

### Géologie et relief
La superficie de la commune est de 6,61 km2 ; son altitude varie de 119  à   198 mètres.
La commune se trouve à la limite entre le Vexin et le pays de Thelle.
Louis Graves indique en 1831 que son « territoire dont la pente générale est dirigée vers le Midi, est sillonné par un profond ravin dans lequel le ruisseau du Mesnil-Théribus prend naissance ».

### Hydrographie

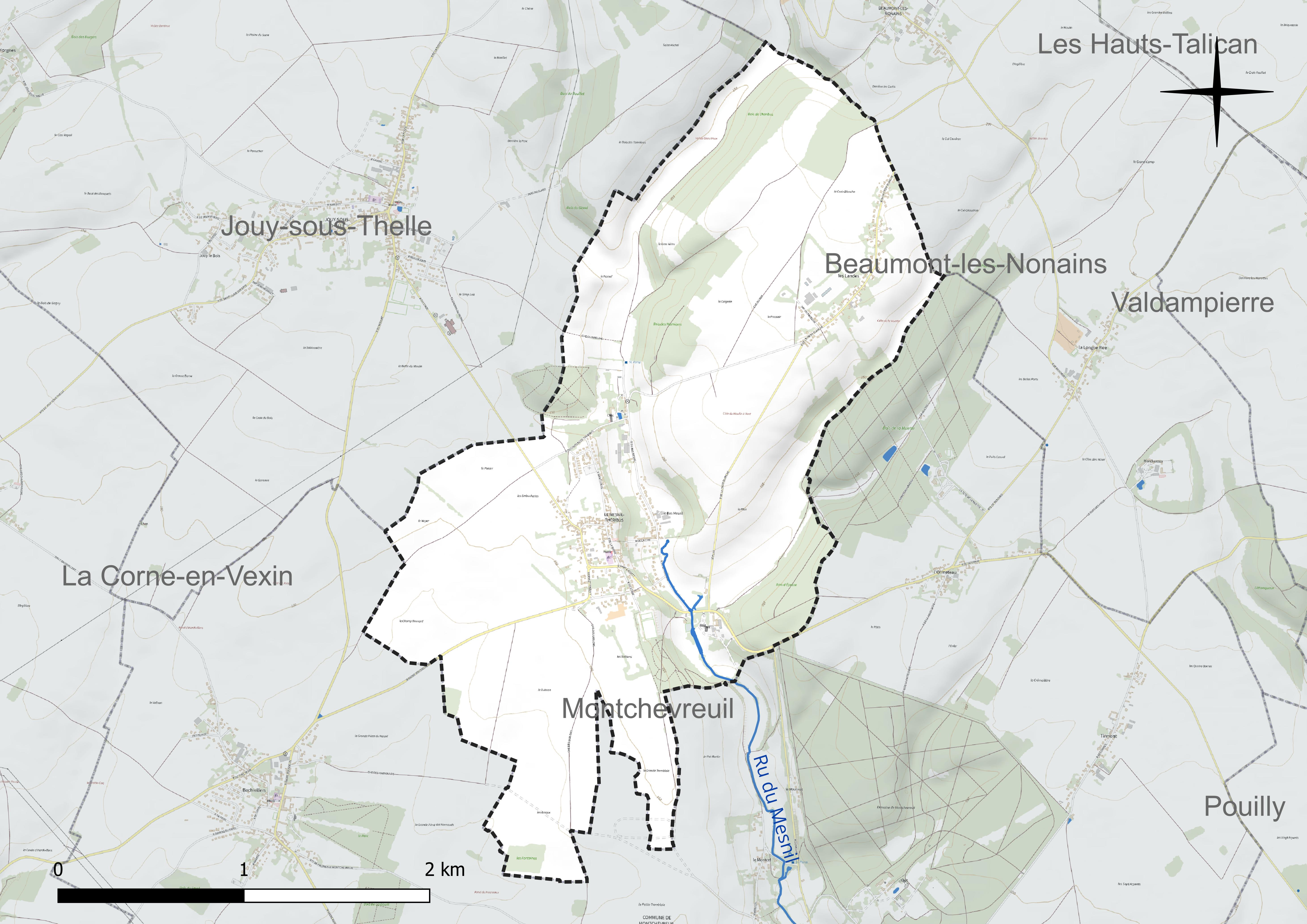
Réseau hydrographique du Mesnil-Théribus.

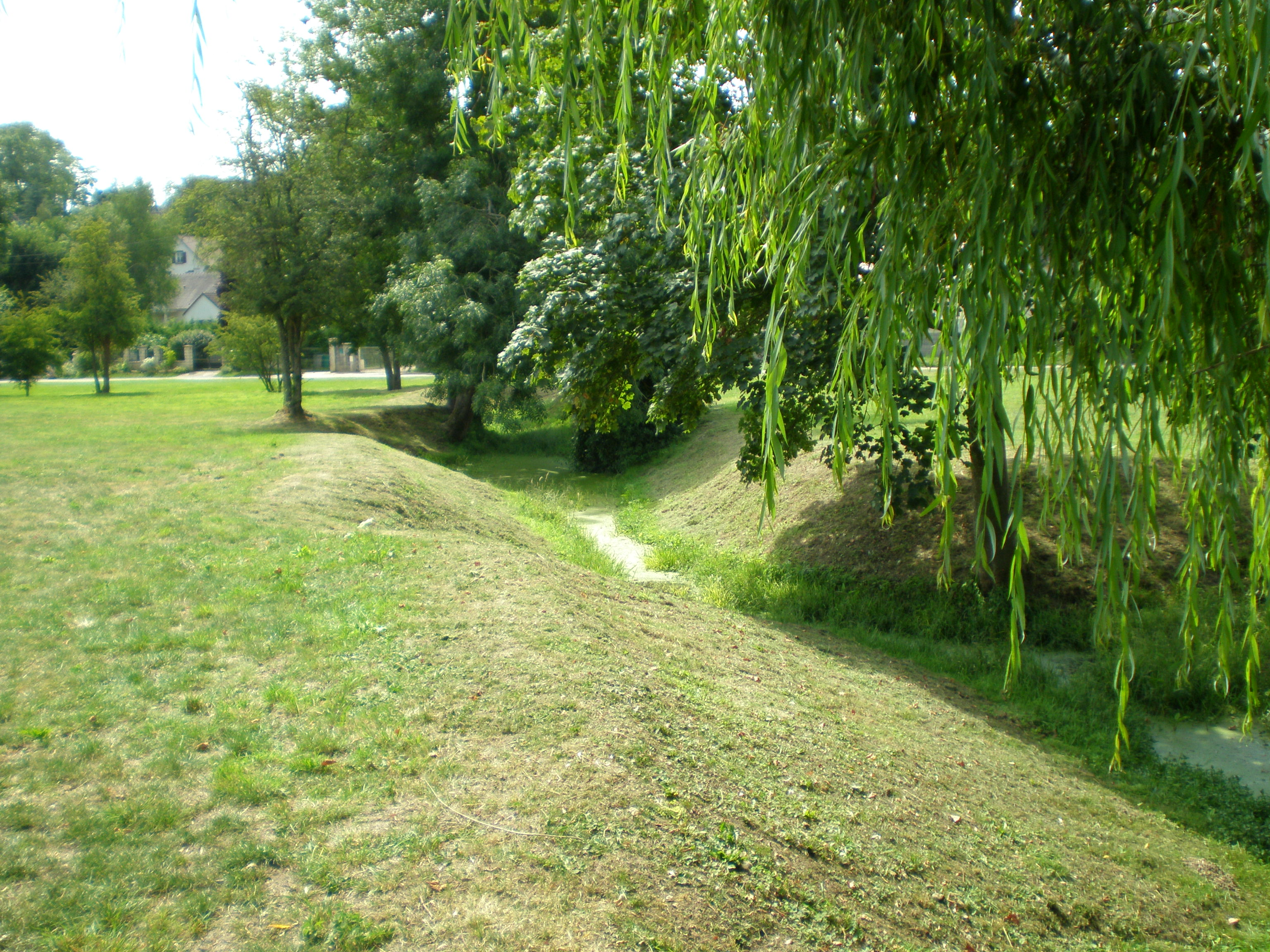
Le Ru du Mesnil.

La commune est située dans le bassin Seine-Normandie.
Elle est drainée par le Ru du Mesnil,.
Le ru du Mesnil, d'une longueur de 11 km, prend sa source dans la commune  et se jette  dans la Troesne à Fleury, après avoir traversé Fresneaux Montchevreuil, Pouilly, Senots, Fresne-Léguillon,.

### Climat
Pour des articles plus généraux, voir Climat des Hauts-de-France et Climat de l'Oise.
En 2010, le climat de la commune est de type climat océanique dégradé des plaines du Centre et du Nord, selon une étude du CNRS s'appuyant sur une série de données couvrant la période 1971-2000. En 2020, Météo-France publie une typologie des climats de la France métropolitaine dans laquelle la commune est exposée à un climat océanique et est dans la région climatique Sud-ouest du bassin Parisien, caractérisée par une faible pluviométrie, notamment au printemps (120 à 150 mm) et un hiver froid (3,5 °C).
Pour la période 1971-2000, la température annuelle moyenne est de 10,4 °C, avec une amplitude thermique annuelle de 14,5 °C. Le cumul annuel moyen de précipitations est de 743 mm, avec 11,1 jours de précipitations en janvier et 7,8 jours en juillet. Pour la période 1991-2020, la température moyenne annuelle observée sur la station météorologique la plus proche, située sur la commune de Jaméricourt à 8 km à vol d'oiseau, est de 11,0 °C et le cumul annuel moyen de précipitations est de 695,7 mm,. Pour l'avenir, les paramètres climatiques de la commune estimés pour 2050 selon différents scénarios d'émission de gaz à effet de serre sont consultables sur un site dédié publié par Météo-France en novembre 2022.

## Urbanisme

### Typologie
Au 1er janvier 2024, Le Mesnil-Théribus est catégorisée commune rurale à habitat dispersé, selon la nouvelle grille communale de densité à sept niveaux définie par l'Insee en 2022.
Elle est située hors unité urbaine. Par ailleurs la commune fait partie de l'aire d'attraction de Paris, dont elle est une commune de la couronne,.

### Occupation des sols

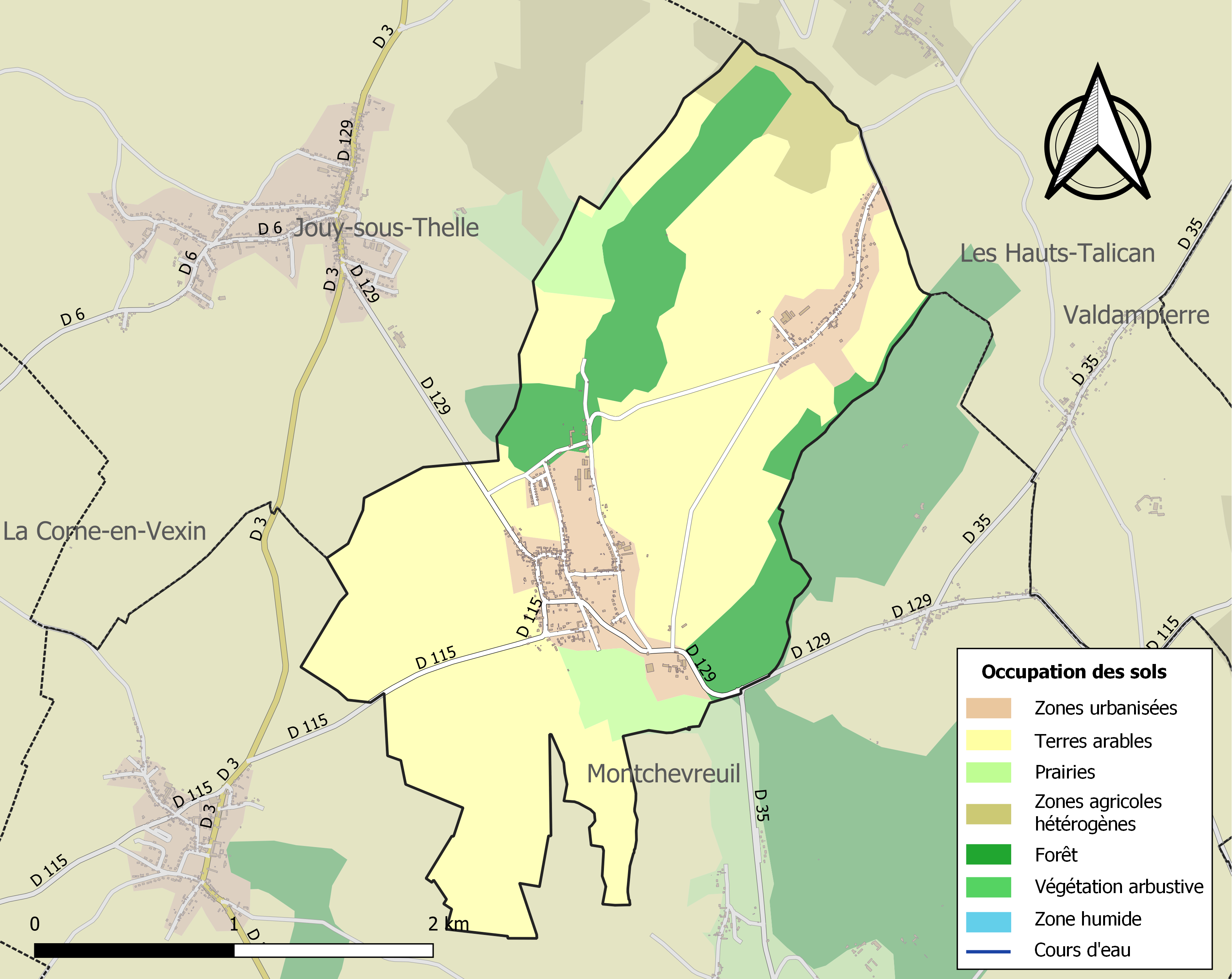
Carte des infrastructures et de l'occupation des sols de la commune en 2018 (CLC).

L'occupation des sols de la commune, telle qu'elle ressort de la base de données européenne d'occupation biophysique des sols Corine Land Cover (CLC), est marquée par l'importance des territoires agricoles (73,5 % en 2018), en diminution par rapport à 1990 (74,6 %).
La répartition détaillée en 2018 est la suivante : terres arables (65,6 %), forêts (14,9 %), zones urbanisées (11,6 %), prairies (5 %), zones agricoles hétérogènes (3 %).
L'évolution de l'occupation des sols de la commune et de ses infrastructures peut être observée sur les différentes représentations cartographiques du territoire : la carte de Cassini (XVIIIe siècle), la carte d'état-major (1820-1866) et les cartes ou photos aériennes de l'IGN pour la période actuelle (1950 à aujourd'hui).

### Lieux-dits, hameaux et écarts
La commune compte un hameau, Les Landes, au nord-est de son territoire.

### Habitat et logement
En 2021, le nombre total de logements dans la commune était de 328, alors qu'il était de 317 en 2016 et de 312 en 2011.
Parmi ces logements, 92 % étaient des résidences principales, 4,6 % des résidences secondaires et 3,4 % des logements vacants. Ces logements étaient pour 96,6 % d'entre eux des maisons individuelles et pour 3,1 % des appartements.
Le tableau ci-dessous présente la typologie des logements au Le Mesnil-Théribus en 2021 en comparaison avec celle de l'Oise et de la France entière. Une caractéristique marquante du parc de logements est ainsi une proportion de résidences secondaires et logements occasionnels (4,6 %) supérieure à celle du département (2,4 %) mais inférieure à celle de la France entière (9,7 %).
| Typologie                                               | Le Mesnil-Théribus | Oise | France entière |
| ------------------------------------------------------- | ------------------ | ---- | -------------- |
| Résidences principales (en %)                           | 92                 | 90,5 | 82,2           |
| Résidences secondaires et logements occasionnels (en %) | 4,6                | 2,4  | 9,7            |
| Logements vacants (en %)                                | 3,4                | 7    | 8,1            |

### Voies de communication et transports
La commune est desservie, en 2023, par les lignes 6105, 6107, 6121, 6138 et 6146 du réseau interurbain de l'Oise.

## Toponymie
Mesnelieum vers 1180, Le Mesnile Tarebus en 1459, Le Mesnil sur Taranbus en 1575, Meniteribus vers 1650 sur un plan du diocèse de Beauvais.
Le mot Mesnil désignait jusqu'à l'Ancien Régime un domaine rural. À partir du gallo-roman MASIONILE, forme altérée du bas latin mansionile (diminutif du latin mansio « gîte-relais situé le long d'une voie romaine »), la langue d'oïl a produit maisnil.
Théribus est un ancien hameau attesté sous les formes Tarebus (1459) ; Teribus (1470) ; Taribus (1523) ; Tarambus (1575) ; Théribus (1831).

## Histoire

### Époque contemporaine
En 1831, la population fabriquait beaucoup de dentelles noires au Mesnil-Théribus et aux Landes.

#### Les boutons de nacre
La fabrique de boutons de nacre Lemaire, puis Lemaire Vallée, puis Lemaire Vallée et Fils est créée par Clément Lemaire et de sa femme, Ismérée Vallée vers 1850, pour satisfaire aux besoins des grands magasins comme Le Bon Marché, La Samaritaine. L'entreprise a employé jusqu’à 200 boutonniers et l'entrepreneur, devenu maire, fait construire dans les années 1880, au Bas Mesnil, une cité ouvrière de 30 logements, un hôtel-restaurant et une salle des fêtes, lieu de distraction et a mis en place une société de secours mutuel. En 1892/1893, l'entreprise construit  une chaufferie, un magasin à nacre et des ateliers de fabrication, aménagés avec vasistas et aspirateurs de poussière, puis, en 1897, un atelier de fabrication avec fronton.
L'entreprise reçoit de nombreux prix aux expositions universelles de 1855 à 1878
En 1935, l'entreprise devient Dumas et Cie, en 1940 Dumas-Troisoeufs et en 1962 Dumas Paul et Cie. La fabrication de boutons cesse dans les années 1960 et l'entreprise est rachetée par Lefure qui la transforme en fabrique de chaussures. En 1975, elle est vendue aux établissements Cartel qui y fabriquent des gadgets en plastique,.
Le village est desservi de 1905 à 1934 par le chemin de fer de Méru à Labosse, une ligne de chemin de fer secondaire à voie métrique  du réseau des chemins de fer départementaux de l'Oise, facilitant les déplacements des habitants et le transport des marchandises, notamment des tailleries des environs de Méru et de l’industrie sucrière, très répandue dans la région. La ligne donnait correspondance en gare de Méru à la ligne de Paris à Beauvais de la compagnie des chemins de fer du Nord et en gare de Labrosse à la ligne de Beauvais à Gisors de la même compagnie,,.

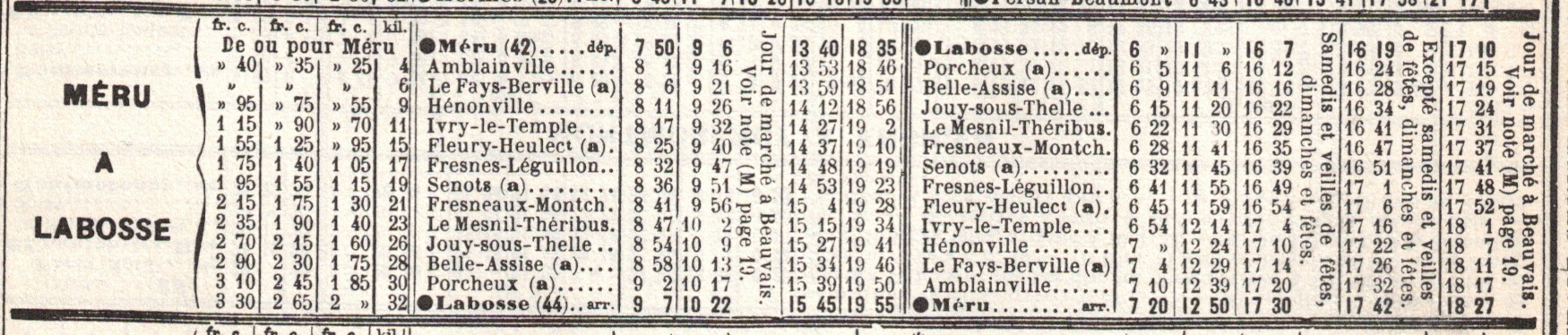
Horaires de la ligne en mai 1914.

Le Château Théribus est occupé par les troupes américaines à la fin de la Seconde Guerre mondiale, qui campaient dans les bois. La propriété est  rendue en très mauvais état à son propriétaire qui dut procéder à d'importants travaux de réfection.

## Politique et administration

La communauté de communes du Vexin Thelle dans le département de l'Oise.

### Rattachements administratifs
La commune se trouve dans l'arrondissement de Beauvais du département de l'Oise.
Elle faisait partie depuis 1801 du canton d'Auneuil. Dans le cadre du redécoupage cantonal de 2014 en France, cette circonscription administrative territoriale a disparu, et le canton n'est plus qu'une circonscription électorale.

### Rattachements électoraux
Pour les élections départementales, la commune fait partie depuis 2014 du Chaumont-en-Vexin.
Pour l'élection des députés, elle fait partie de la deuxième circonscription de l'Oise.

### Intercommunalité
La commune est membre de la communauté de communes du Vexin Thelle, un établissement public de coopération intercommunale (EPCI) à fiscalité propre créé en 2000 et auquel la commune avait transféré un certain nombre de ses compétences, dans les conditions déterminées par le code général des collectivités territoriales.

### Liste des maires
| Période                                  | Période                        | Identité                    | Étiquette | Qualité                                                                      |
| ---------------------------------------- | ------------------------------ | --------------------------- | --------- | ---------------------------------------------------------------------------- |
| Les données manquantes sont à compléter. |                                |                             |           |                                                                              |
|                                          |                                |                             |           |                                                                              |
| 1800                                     | 1806                           | M. Divery                   |           |                                                                              |
| 1807                                     | 1819                           | M. Famin                    |           |                                                                              |
| 1820                                     | 1840                           | Félix Ticquet               |           |                                                                              |
| 1841                                     | 1847                           | Jean Baptiste Duschene      |           |                                                                              |
| 1848                                     | 1861                           | Félix Ticquet               |           | Mort en fonction                                                             |
| 1861                                     | 1871                           | Étienne Louis Amédée Boulet |           |                                                                              |
| 1878                                     | 1894                           | Clément, Désiré Lemaire,    |           | Fondateur de l’usine de boutons, située au Bas Mesnil Mort en fonction       |
| 1894                                     | 1899                           | Frédéric Dufour             |           |                                                                              |
| 1899                                     | 1932                           | Juste Langlois              |           |                                                                              |
| 1932                                     | 1944                           | Paul Prohet                 |           |                                                                              |
| 1944                                     | 1968                           | Ernest Pinault              |           |                                                                              |
| 1969                                     | 1977                           | Maurice Courtière           |           |                                                                              |
| 1977                                     | 1982                           | Astère Van Den Heede        |           |                                                                              |
| 1982                                     | septembre 2005                 | Lucien Triquet              |           | Président du SI d'assainissement de la vallée du ru du Mesnil Démissionnaire |
| 2006                                     | mars 2008                      | Serge Gueule                |           |                                                                              |
| mars 2008                                | janvier 2017                   | Jean-Pierre Chaineaud,      |           | Ancien cadre supérieur des laboratoires Merck France Mort en fonction        |
| mars 2017                                | En cours (au 21 novembre 2024) | Carole Delande              | DVD       | Assistante maternelle Réélue pour le mandat 2020-2026                        |

## Équipements et services publics

### Enseignement
Depuis la rentrée 2016, la commune est en regroupement pédagogique intercommunal avec Fresneaux-Montchevreuil : l'école de cette dernière regroupe alors deux classes de maternelle et une classe de CP et celle du Mesnil  trois classes de primaire, à partir du CE1, avec environ 130 élèves, ainsi que la cantine scolaire des deux écoles.

### Santé et solidarité
Le foyer du Moulin Vert accueille au château de Beaufresne des enfants en difficulté dans le cadre d'un centre éducatif et de formation professionnelle (CEFP) ainsi que des jeunes mineurs non accompagnés. L'établissement, financé par le conseil départemental de l'Oise, le ministère de l’Agriculture et la région Hauts-de-France, comprend également un lycée agricole privé.

## Population et société

### Démographie

#### Évolution démographique
L'évolution du nombre d'habitants est connue à travers les recensements de la population effectués dans la commune depuis 1793. Pour les communes de moins de 10 000 habitants, une enquête de recensement portant sur toute la population est réalisée tous les cinq ans, les populations de référence des années intermédiaires étant quant à elles estimées par interpolation ou extrapolation. Pour la commune, le premier recensement exhaustif entrant dans le cadre du nouveau dispositif a été réalisé en 2005.

En 2022, la commune comptait 776 habitants, en évolution de −2,51 % par rapport à 2016 (Oise : +0,87 %, France hors Mayotte : +2,11 %).
| 1793 | 1800 | 1806 | 1821 | 1831 | 1836 | 1841 | 1846 | 1851 |
| ---- | ---- | ---- | ---- | ---- | ---- | ---- | ---- | ---- |
| 415  | 405  | 416  | 381  | 374  | 369  | 365  | 388  | 366  |

| 1856 | 1861 | 1866 | 1872 | 1876 | 1881 | 1886 | 1891 | 1896 |
| ---- | ---- | ---- | ---- | ---- | ---- | ---- | ---- | ---- |
| 374  | 382  | 359  | 407  | 393  | 381  | 420  | 418  | 430  |

| 1901 | 1906 | 1911 | 1921 | 1926 | 1931 | 1936 | 1946 | 1954 |
| ---- | ---- | ---- | ---- | ---- | ---- | ---- | ---- | ---- |
| 452  | 452  | 422  | 400  | 461  | 433  | 440  | 443  | 477  |

| 1962 | 1968 | 1975 | 1982 | 1990 | 1999 | 2005 | 2006 | 2010 |
| ---- | ---- | ---- | ---- | ---- | ---- | ---- | ---- | ---- |
| 383  | 441  | 429  | 491  | 601  | 678  | 752  | 770  | 825  |

| 2015 | 2020 | 2022 | - | - | - | - | - | - |
| ---- | ---- | ---- | - | - | - | - | - | - |
| 800  | 785  | 776  | - | - | - | - | - | - |

#### Pyramide des âges
La population de la commune est relativement jeune.
En 2018, le taux de personnes d'un âge inférieur à 30 ans s'élève à 36,6 %, soit en dessous de la moyenne départementale (37,3 %). À l'inverse, le taux de personnes d'âge supérieur à 60 ans est de 18,6 % la même année, alors qu'il est de 22,8 % au niveau départemental.
En 2018, la commune comptait 401 hommes pour 388 femmes, soit un taux de 50,82 % d'hommes, légèrement supérieur au taux départemental (48,89 %).
Les pyramides des âges de la commune et du département s'établissent comme suit.
| Hommes | Classe d’âge | Femmes |
| ------ | ------------ | ------ |
| 0,5    | 90 ou +      | 0,3    |
| 2,8    | 75-89 ans    | 4,1    |
| 15,0   | 60-74 ans    | 14,5   |
| 23,0   | 45-59 ans    | 26,1   |
| 20,3   | 30-44 ans    | 20,4   |
| 16,2   | 15-29 ans    | 14,9   |
| 22,3   | 0-14 ans     | 19,7   |

| Hommes | Classe d’âge | Femmes |
| ------ | ------------ | ------ |
| 0,5    | 90 ou +      | 1,4    |
| 5,5    | 75-89 ans    | 7,6    |
| 15,6   | 60-74 ans    | 16,3   |
| 20,8   | 45-59 ans    | 20     |
| 19,4   | 30-44 ans    | 19,4   |
| 17,6   | 15-29 ans    | 16,2   |
| 20,6   | 0-14 ans     | 19,1   |

## Culture locale et patrimoine

### Lieux et monuments
- Château Théribus  Inscrit MH (2007, partiellement)[37],[5] :

Le château Théribus est construit au tout début du règne de Louis XIII, dans les premières années du XVIIe siècle, pour un cadet de la famille de Mornay, laquelle possédait aussi les châteaux de Fresneaux-Montchevreuil, Villarceaux et Ambleville, il a été agrandi de ses pavillons et l'accès au domaine a été modifié par la  mise en place la grande grille au chiffre M, initiale de la propriétaire de l'époque. Le pigeonnier a toujours ses boulins (nids en argile sur les parois) et une échelle tournante pour ramasser les œufs. Le parc, derrière le château, était jusqu'en 1826 dessiné  à la française , avec ses charmilles et ses buis. Il a été alors, comme beaucoup d'autres à la même époque, remodelé à l'anglaise , avec sa vaste pelouse et ses arbres d'agrément dont un splendide cèdre. Quant au bois qui lui fait suite, il présente la quasi-totalité de ses allées perpendiculaires et circulaires dessinées il y a quatre cents ans.
Ce domaine, qui a vu se succéder les membres de la bonne aristocratie locale (Mornay alliés aux du Croq et aux Montmorency, seigneurs de Fosseuse) puis, après la ruine de cette dernière à la fin du XVIIe siècle, ceux de la grande bourgeoisie beauvaisienne (Foy de Morcourt, de Lamotte, Michel, Serpe et leurs descendants, les Ticquet et Jourdain d'Héricourt) souvent négociants textiles, élus de la ville ou magistrats au tribunal, est en effet caractéristique du cadre de vie des classes aisées de notre région de 1610 à 1870. Il est ensuite devenu la propriété de familles établies à Paris (Mercadé, Gaffinel, Latour, Courtière et enfin Choppin de Janvry).
Le château n'est pas ouvert au public.

Le château Théribus
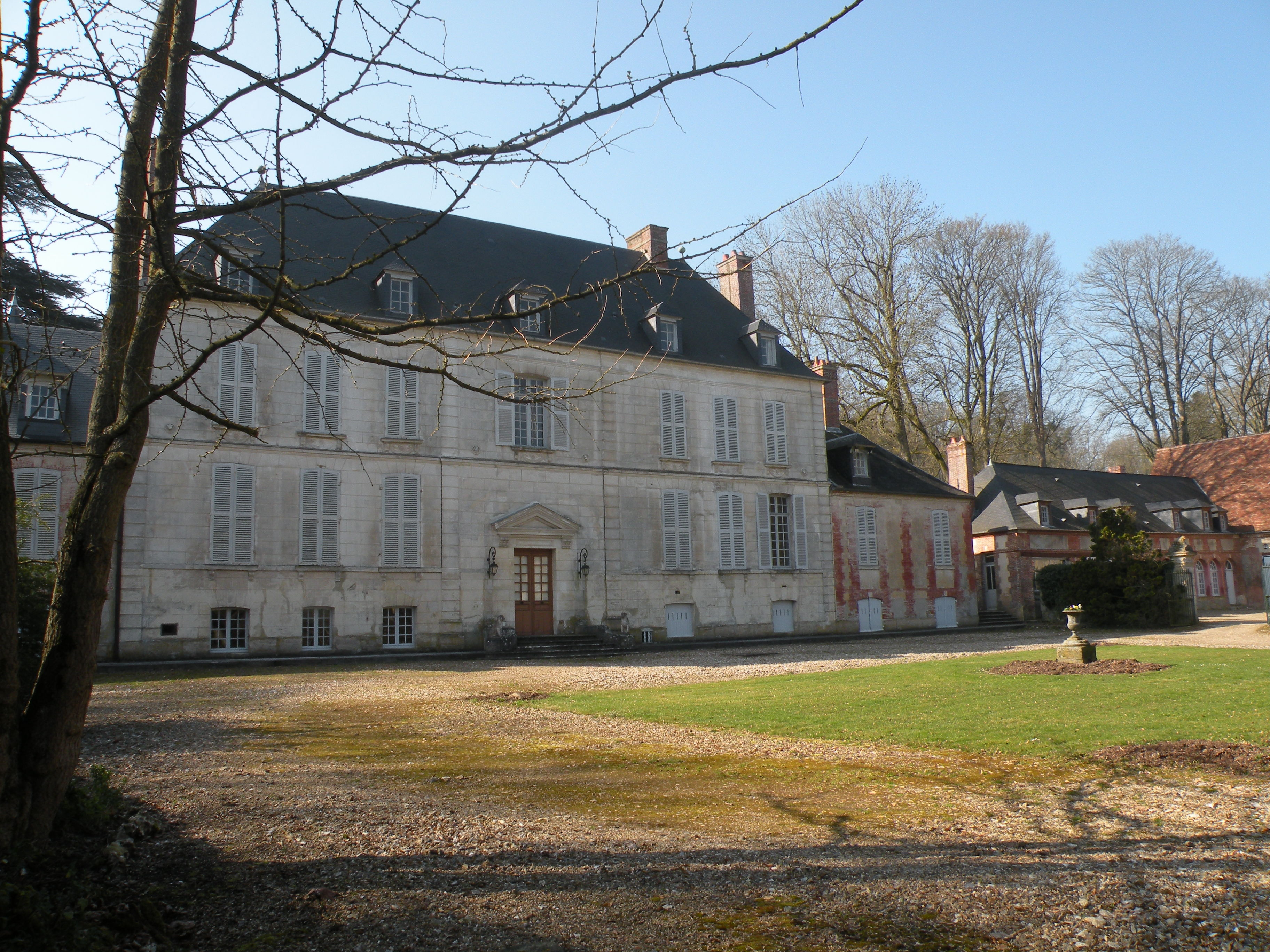
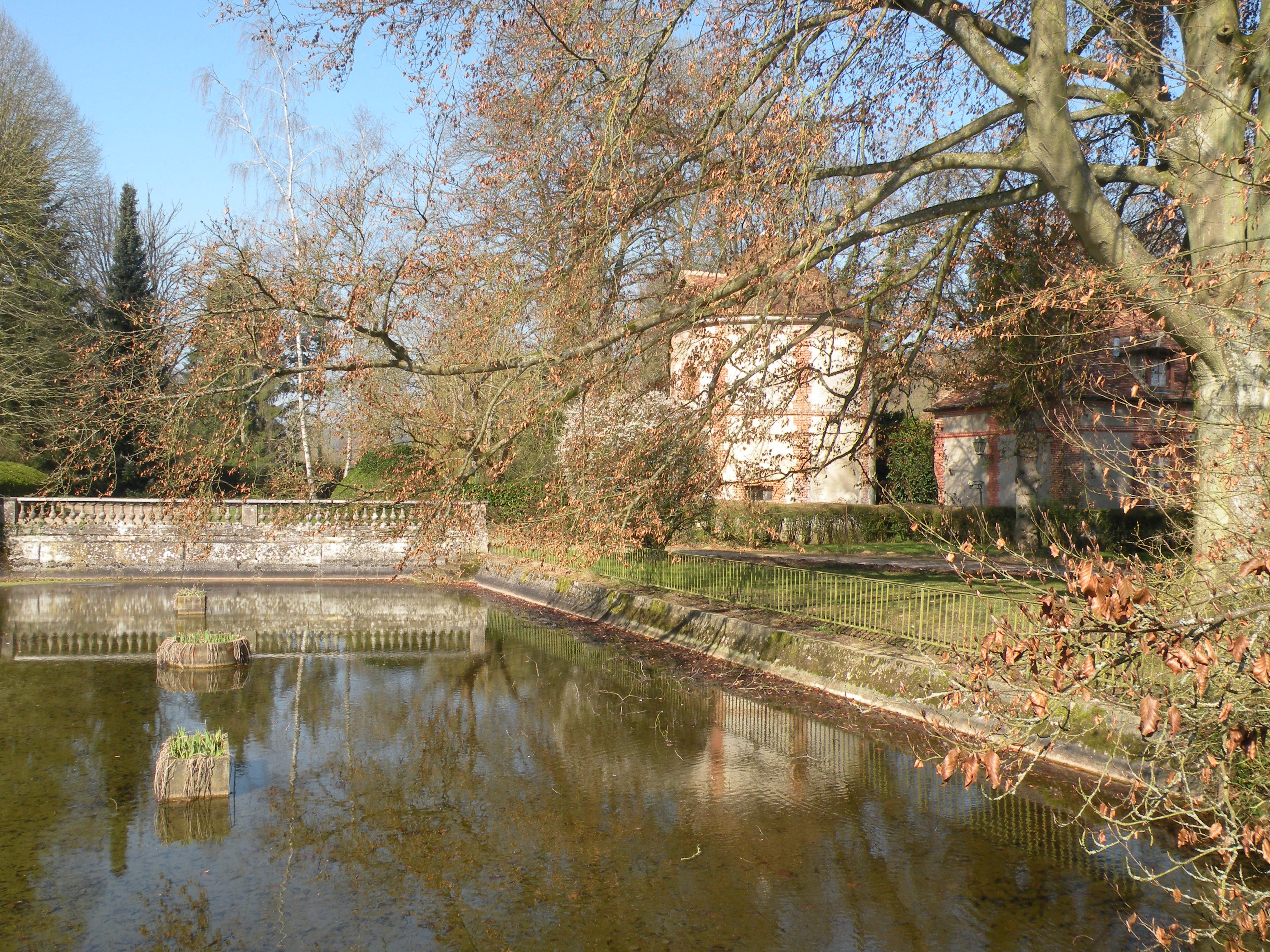
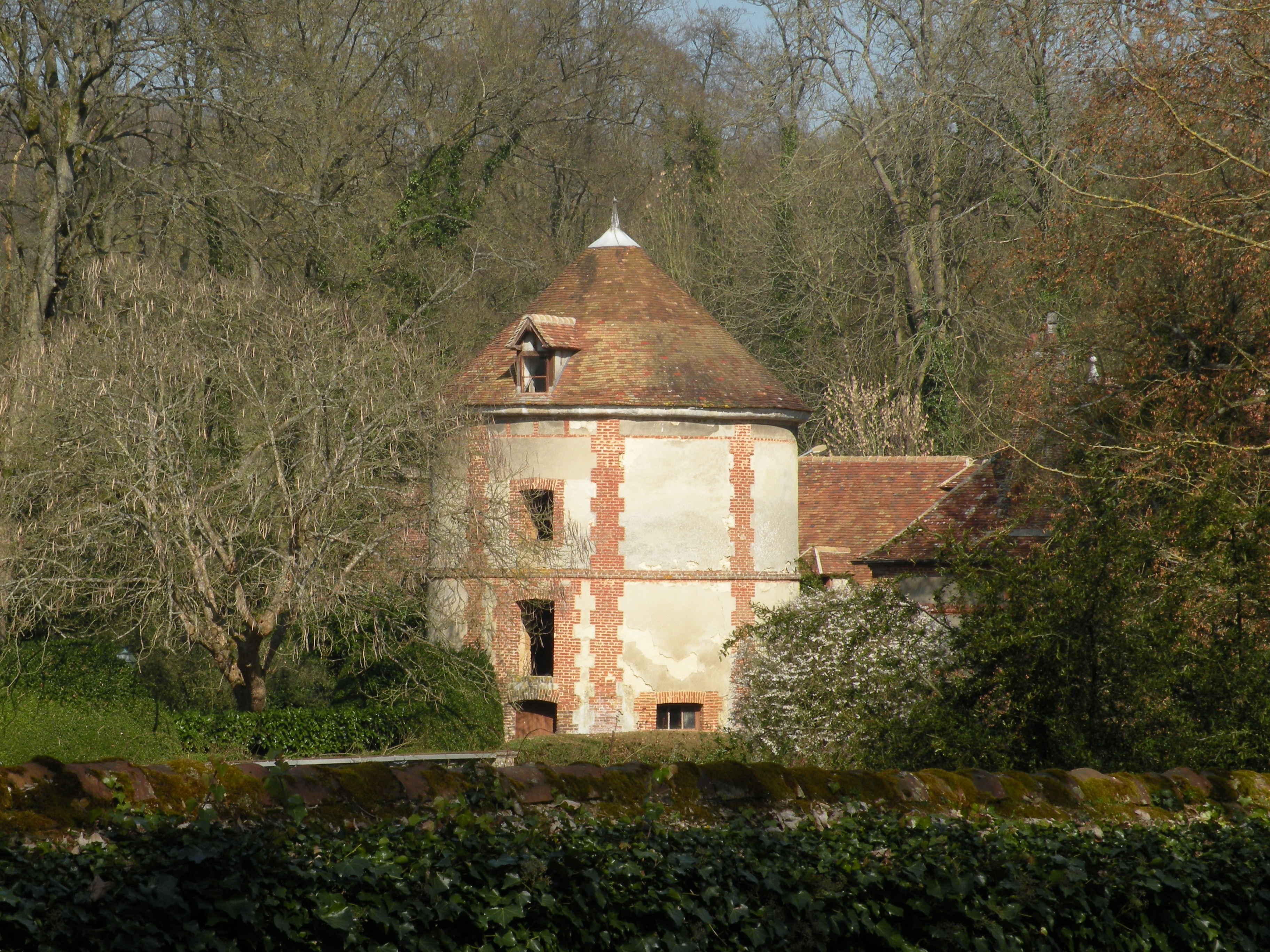
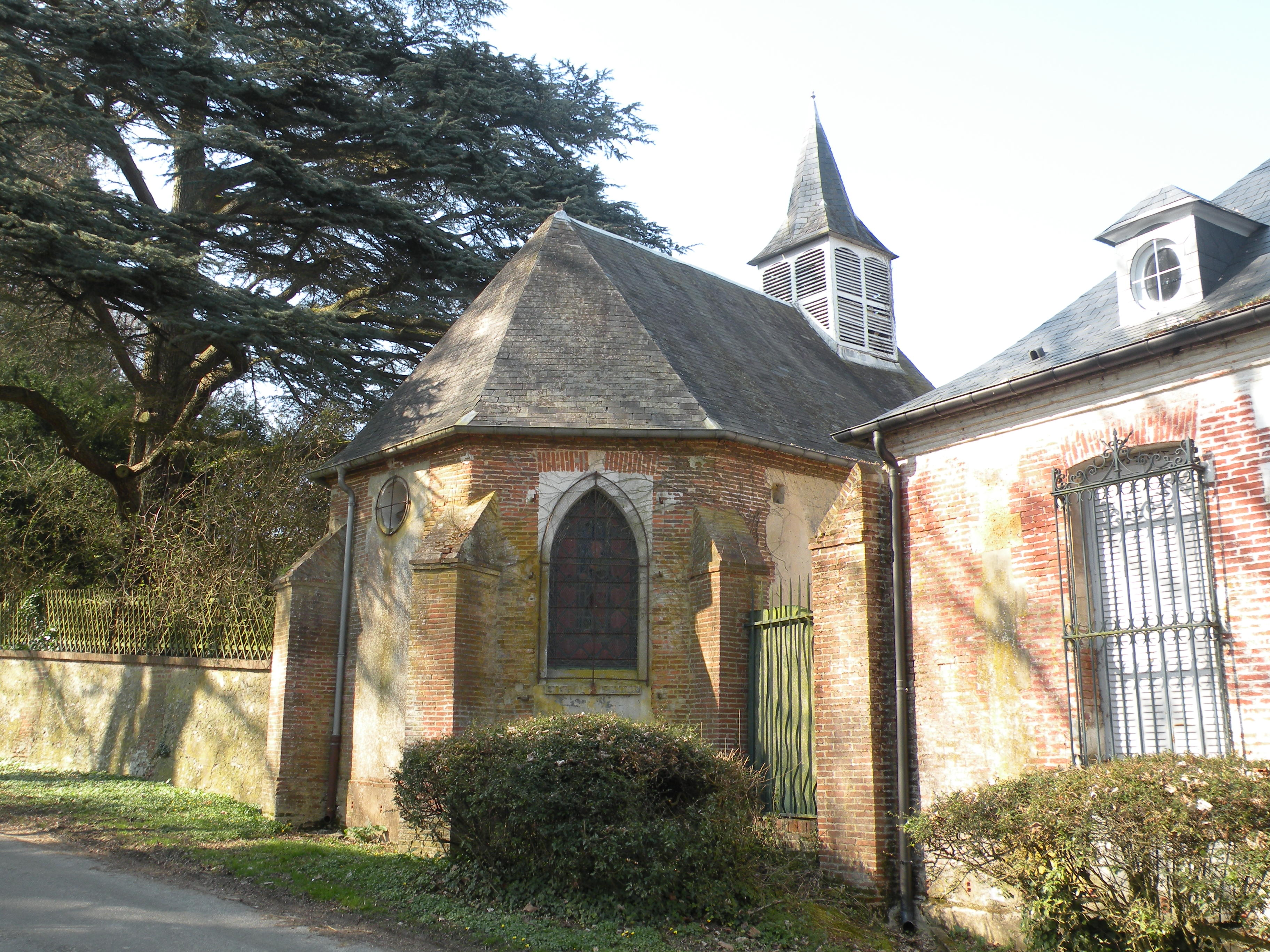
Chapelle castrale.

- Église Saint-Léger :

Il est difficile d'établir son histoire. Construite semble-t-il, en lien avec l'abbaye de Marcheroux de l'ordre des prémontrés et dont dépendait aussi l'église de Beaumont-les-Nonains. On sait qu'elle a été construite en pierre et en brique en 1777. Gravé sur la robe de la cloche, nous apprenons qu'en « l'an 1759 elle a été bénite par Mre Louis Charles Le Febvre, prêtre, curé de cette paroisse et nommée Nicolle Élisabeth par Mre Nicolas Divery, écuyer, seigneur de cette paroisse du Mesnil-Théribus et de Coincore, Grimesnil, Marivaux, Besthiencour, Guisencourt autres lieux, et par dame Charlotte Élisabeth Testard Dulys, sa femme, mes Parain et Maraine. »
En 1807, le maire M. Famin réclame au préfet de l'Oise des réparations de première nécessité, point de plafond, ses murs sont nus, point de chaire ni de fonts baptismaux. En 1876, réparations des lambris du chœur et du palier de l'autel. En 1883, reconstruction du porche avec les matériaux provenant de sa démolition ; travaux réalisés par M. Collard. En 1890, la toiture de l'église détériorée par l'ouragan du 1er juillet dernier est refaite. Puis réparation du clocher. En 1916, on répare le côté est et le faîtage de la toiture. En 1923, c'est le tour de l'horloge avant son électrification. Aujourd'hui, c'est une petite église très simple dédiée à saint Léger. Elle comporte une nef non voûtée, un chœur à chevet plat et un clocher latéral sud dont le beffroi et la flèche sont en charpente et ardoise. Il est à remarquer les vitraux de la nef datant de 1875 réalisés par Roussel peintre-verrier qui illustre les sept sacrements. Dans le chœur, un vitrail avec six médaillons, un don du conseil de fabrique du Mesnil-Théribus ; C. Lévêque en est le peintre-verrier. Puis un vitrail de saint Léger, don lui aussi de la fabrique du Mesnil-Théribus. De nouveaux travaux de rénovation ont été engagés dans les années 1990.

L'église Saint-Léger
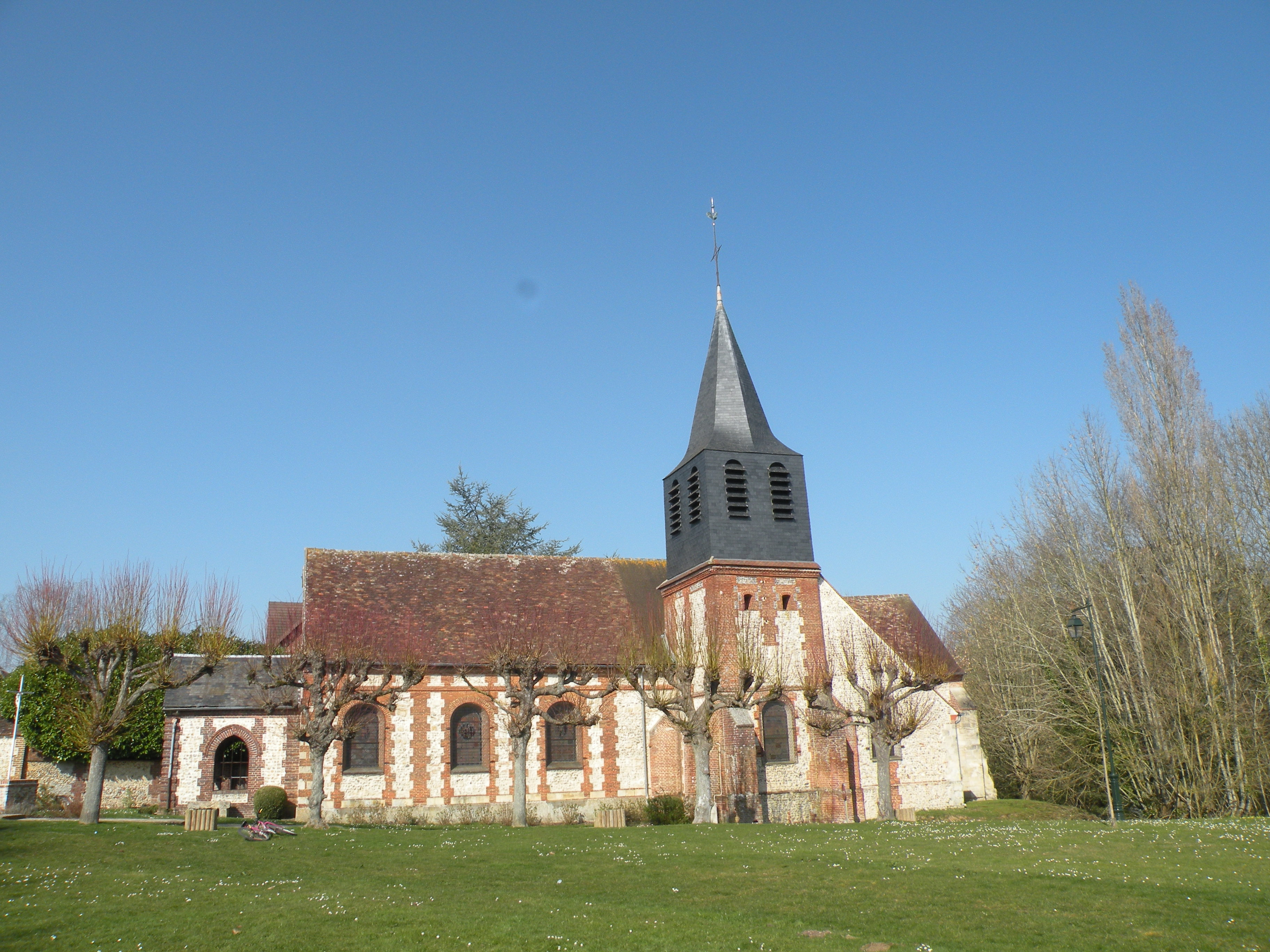
Vue générale.
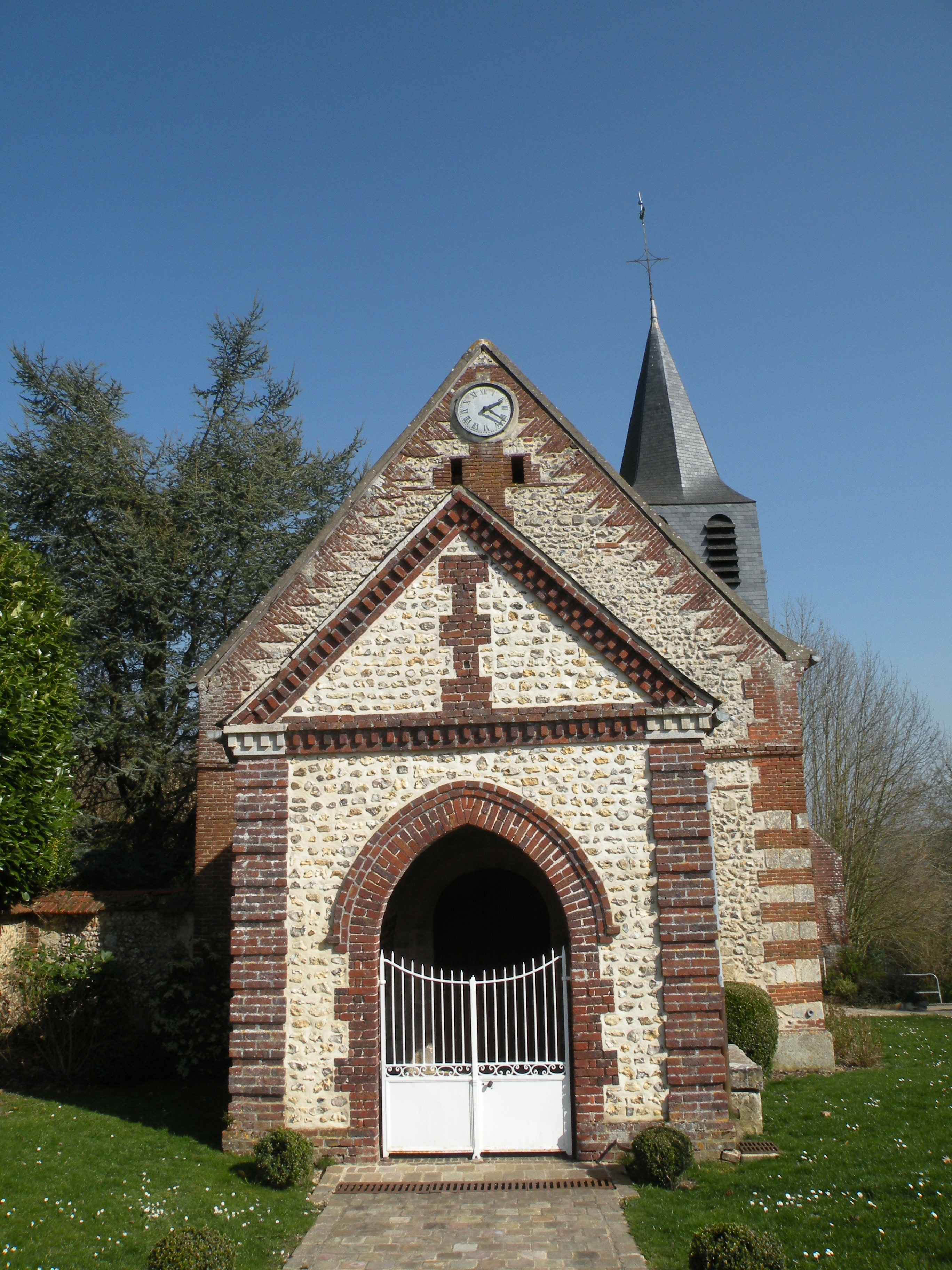
Le porche...
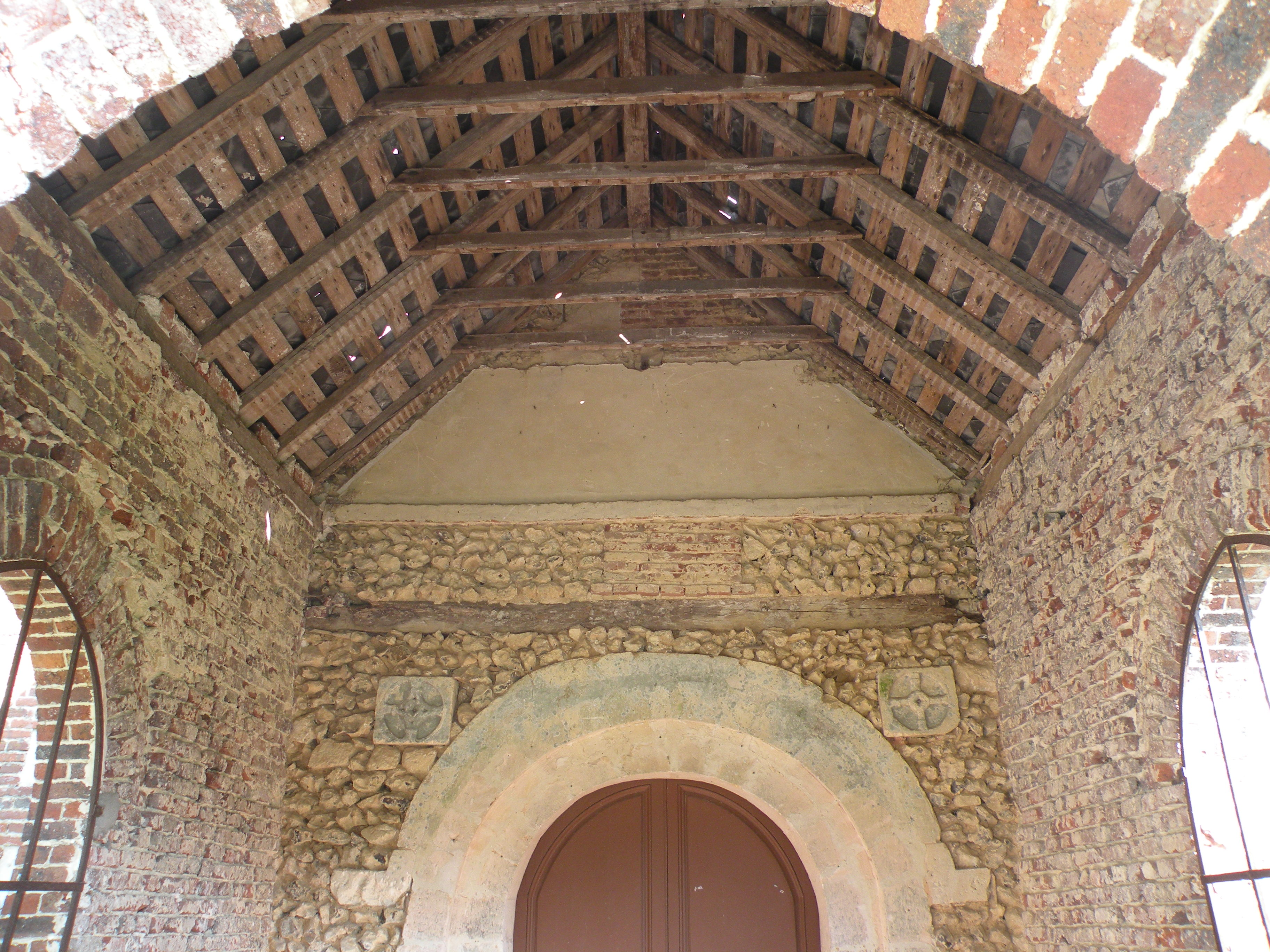
... et sa charpente.
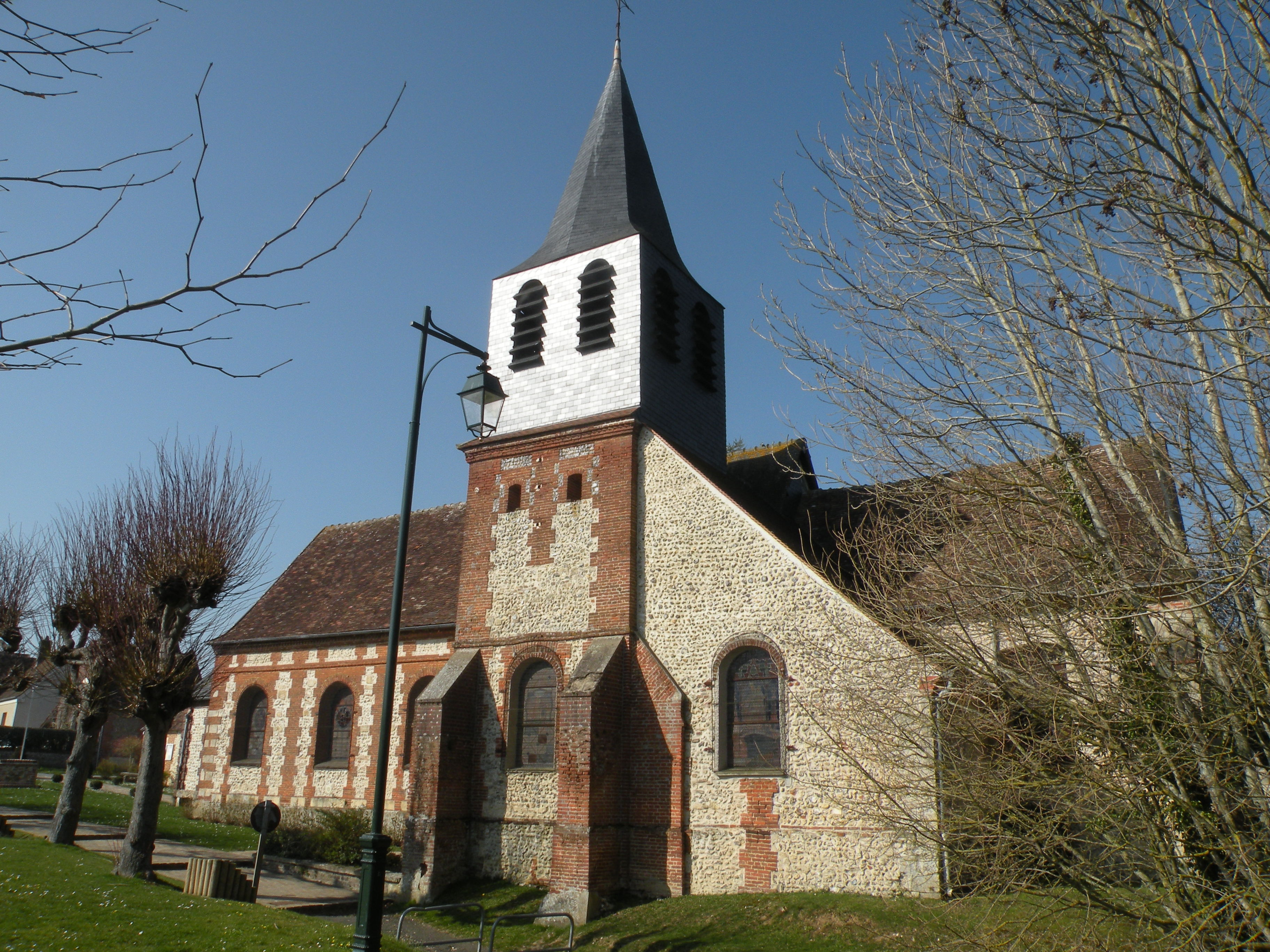
Le clocher.

- Château de Beaufresne[5],[38] :

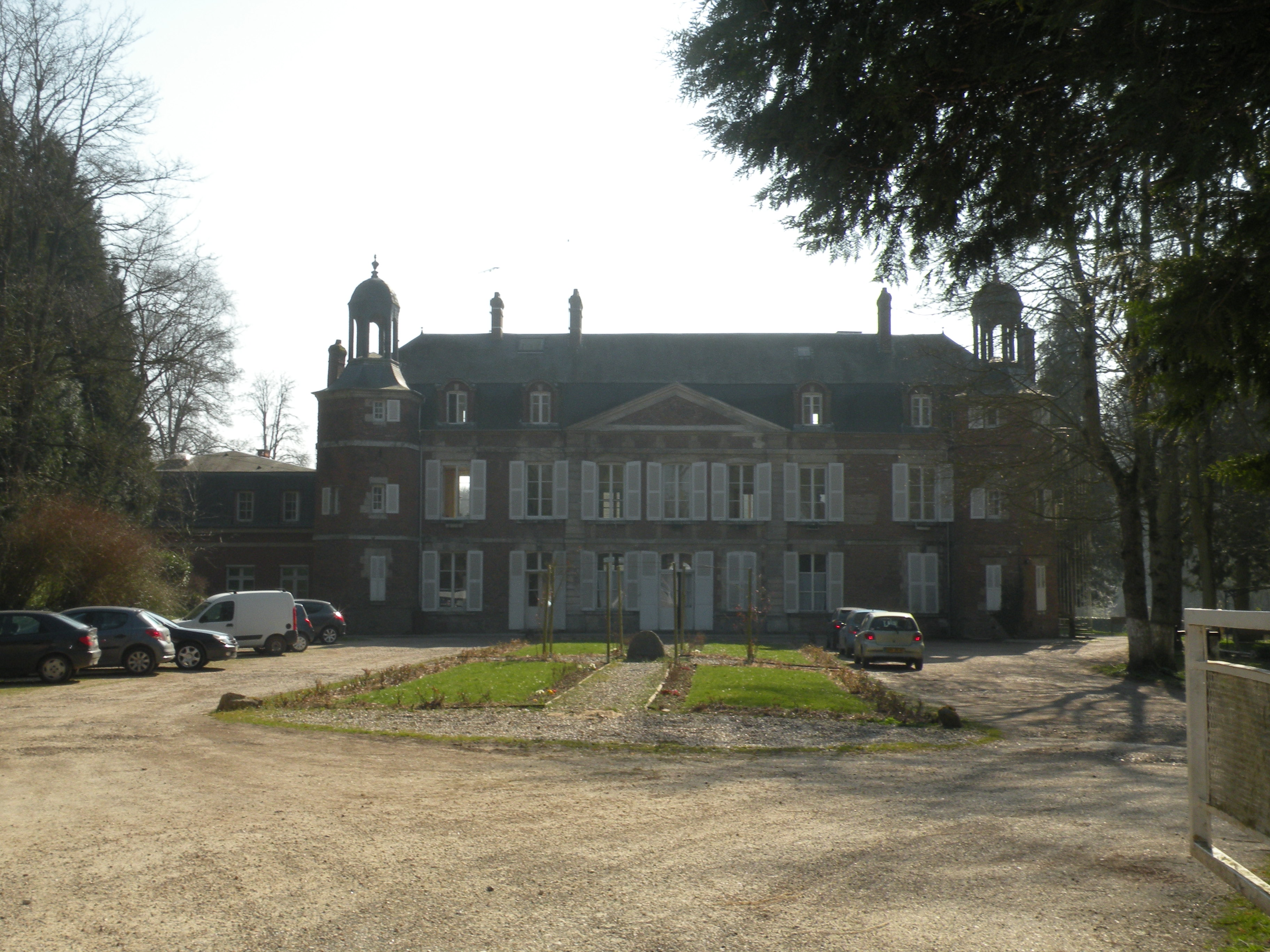
Le château de Beaufresne.

De la fin du XVIIIe siècle. Propriété de 20 ha, traversée par un petit cours d'eau avec des pelouses, des prés et des bois de 51 ha. Construit pour le marquis Henri Marie de Grasse puis, après avoir été la demeure de la peintre américaine Mary Cassatt de 1896 à 1926, il accueille désormais des adolescent(e)s en formation d'horticulture au sein de l'association « Le Moulin Vert ».
- L'ancienne usine de fabricatioon de boutons, 6-8 rue du Bas-Mesnil[19],[5].

### Personnalités liées à la commune

Mary Cassatt, Petite fille dans un fauteuil bleu, 1878, National Gallery of Art, Washington.

- Mary Cassatt (1843-1926), peintre impressionniste américaine, s'installe à Paris en 1873 et habita le château de Beaufresne, situé dans le bas du village. Elle s'intéressait à l'ésotérisme, l'architecture, la politique. Elle va établir une étroite collaboration artistique avec Edgar Degas et s'inspire de ses conceptions artistiques[40],[39]. Elle est enterrée au cimetière communal et une rue de la commune porte son nom.

- Léon Droussent (1883-1970), homme politique français qui était instituteur, militant syndicaliste ; militant socialiste SFIO ; maire de Coucy-le-Château (1944-1970) ; conseiller général de Coucy-le-Château-Auffrique (1945-1970), et conseiller de la République de l'Aisne (1955-1959). Il est né au Mesnil-Théribus[41],[42].

- Bernard Halpern (1904-1978) , immunologiste et allergologue (né à Tarnoruda - Ukraine) en 1904 et mort en 1978), y a habité. 
Une rue porte son nom au sein du village, et sa famille est toujours propriétaire de la demeure qu'il a acquise[43].

- Jean Ganiage (1923-2012), historien et universitaire français spécialiste de l'histoire de la Tunisie coloniale et du Beauvaisis, professeur à l'université Paris-IV, y est né.

### Héraldique
| Blason de Le Mesnil-Théribus | Blason  | D'argent, à la bande ondée d'azur, accompagnée à dextre et en pointe d'une palette de peintre de gueules contenant en son centre 3 pinceaux d'artistes peintres du même, emmanchés de sable ; et à senestre et en chef d'un bouton sable, cerclé d'azur et ajouré de 4 trous du champ ainsi que d'une épée d'académicien de sinople, posée en pal, pointe en bas, celle-ci entrelacée de deux serpents se regardant. Ornements extérieursL'Écu est surmonté d'une couronne murale à 3 tours d'or, crénelées, ouvertes et maçonnées de sable et il est entouré à dextre d'une branche de chêne et à senestre d'une branche de charme, le tout au naturel. Il est soutenu d'un listel portant l'inscription "Le Mesnil-Théribus" en lettres de gueules. |
| Blason de Le Mesnil-Théribus | Détails | Symbolisme des Armoiries : - La bande d'azur (bleu) correspond au ru du Mesnil qui prend sa source dans le Bas-Mesnil. - Le bouton rappelle l'usine de boutons installée avant la guerre de 1939-1945 qui employait une centaine de personnes. - La palette de peinture symbolise la femme peintre Mary Casatt qui vécut au château de Beaufresne de 1883 jusqu'au 14 juin 1926, date de son décès. - L'épée d'académicien rappelle le professeur B. Halpern, allergologue mondialement connu, nommé académicien des Sciences en 1964. Il résidait souvent au Mesnil-Théribus. - La couronne murale à 3 merlons représente le château de Théribus, situé dans le Bas-Mesnil sur une route qui mène aux Lande. - Les branches de chêne et de charme figurent les arbres de la forêt qui entourent la commune. Le statut officiel du blason reste à déterminer. |

## Pour approfondir